# Eva Grubinger
Eva Grubinger (* 1970 in Salzburg) ist eine international renommierte Bildhauerin und Installationskünstlerin.

## Leben und Arbeit
Zwischen 1989 und 1995 studierte Grubinger an der Hochschule der Künste in Berlin. Während ihre ersten Werke auf pionierartige Weise die Entwicklung des frühen Internets reflektierten und kommentierten, arbeitete Grubinger seit Mitte der 1990er Jahre hauptsächlich bildhauerisch und räumlich. Diese Phasen hängen dennoch zusammen: Ihre Fokussierung auf Materialität und Raum – nicht zuletzt den sozialen Raum, und wie sich dieser unterbewusst auf uns auswirkt – könnte als Reaktion auf die Immaterialität der Online-Welt gesehen werden.
Grubingers Methode fokussiert und verstört in erster Linie mittels wiedererkennbarer Objekte. Hierbei wendet sie eine Bandbreite von Strategien an: sie schöpft Inspiration und Ikonografie aus vielfältigen Bereichen, wie z. B. der Seefahrt, der Geschichte, der Architektur, der Inszenierung von Politik, sowie von der jüngeren Kunstgeschichte selbst, speziell vom Minimalismus und der Konzeptkunst. Als Bildhauerin arbeitet sie entsprechend in einer Reihe von Formaten und Materialien. Typisch ist dennoch ihre Methode, bekannte Themen, die wir aufgrund ihrer Vertrautheit vielleicht gar nicht mehr ‘sehen’ können, zu nehmen und sie durch Veränderung des Maßstabs, des Kontexts, des Materials, oft mit einem besonderen Augenmerk auf Oberflächen – auf Oberflächen und deren Täuschungen – so zu verändern, dass sie wieder neu in unseren Blick rücken. Durch ihre Arbeit offenbart sich Vertrautes nicht bloß selbst, es kommen auch dessen subtilen, oft politisierten Wirkungsmechanismen auf Körper und Geist zum Vorschein.
In den 1990ern und 2000ern hatte Grubinger diverse Wohnsitze und Arbeitsaufenthalte in Köln, Stockholm, Paris, New York und Los Angeles. Sie war Professorin für Bildhauerei-transmedialer Raum an der Kunstuniversität Linz, Österreich und ist derzeit Gastprofessorin an der Kunstuniversität Düsseldorf.
Sie lebt in Berlin.

## Ausstellungen
In den letzten zwanzig Jahren wurden die Arbeiten von Eva Grubinger in zahlreichen internationalen Institutionen gezeigt, mit Einzelausstellungen u. a. im Museum Abteiberg Mönchengladbach, dem Baltic Centre for Contemporary Art in Newcastle, dem Kiasma Museum in Helsinki, der Berlinischen Galerie, der Schirn Kunsthalle Frankfurt und dem Museum Belvedere in Wien. Außerdem war sie an zahlreichen Gruppenausstellungen im In- und Ausland beteiligt, z. B. in den Deichtorhallen Hamburg, im Taipei Fine Art Museum, im Krannert Art Museum, Illinois, in der Marrakech Biennale und im Witte de With Center for Contemporary Art in Rotterdam.